# 吳允誠
吳允誠（1357年—1417年6月11日，原名把都帖木兒，蒙古語：Бат Төмөр / Batu Temür），蒙古明朝军事将领。
元朝末年居住在甘肃塞外，官至平章。永樂三年（1405年），把都帖木兒与其黨倫都兒灰帅妻眾部落五千餘人，向宋晟而歸依明朝，献驼马一万八千。明成祖因蒙古多重名，於是賜其名吳允誠，任右軍都督府都督僉事，封恭順伯。明成祖命他率属下部众到凉州（今甘肃省武威市）耕牧，甘肃、宁夏邊境日安。永乐七年（1409年），率军至亦集乃（今内蒙古额济纳旗东南），捉捕哈剌等二十余人，進都督同知。次年跟隨明成祖北征，擊敗本雅失里，進右都督、隨後升左都督。其與中官王安追闊脫赤，直至把力河捕獲。后封恭順伯，食祿千二百石，予世券。永乐十二年，率子随成祖出征瓦剌。其多次跟從北征，鎮守涼州邊界。永乐十五年，在任所去世，贈國公，謚忠壯。
長子吳克忠，次子吳管者，三子吳克勤。長女適右軍都督柴別里革，次女適都指揮楊完者禿，三女為明成祖康穆懿恭惠妃吴氏。孫女為明宣宗贞顺惠妃吳氏。裔孫吳穆(號鏡葊居士)為順治康熙年間文人，與孔尚任、高陽李霨孫李敏迪等交往密切，留有《小忽類傳奇序》、《桃花扇傳奇後序》等文作。